# 兰渝铁路
兰渝铁路是中国一条连接甘肃省兰州市与重庆市的国铁I级、双线电气化客货共用铁路。线路始于兰州站，终到重庆北站，全长886公里，全线桥隧比例72%。另外修建南充经广安至高兴单线支线铁路89公里。客车设计时速160km/h，部分路段最高200km/h，货车最高运行时速90km/h，是连接中国西北和西南地区最便捷的铁路大通道，也是西部陆海新通道的一部分。
兰渝铁路2008年9月26日起开工，2017年9月29日全线开通。建成后兰州与重庆的铁路运输距离由1466公里缩短至886公里，动车组最快运行时间缩短为5.5小时，普通客车缩短为7小时。规划输送客车50对/日、货运5000万吨/年。

## 线路走向
兰渝铁路西起甘肃省兰州市经榆中县、渭源县、岷县、宕昌县、陇南市武都区至四川省境内，再经广元市、苍溪县、阆中市、南部县、南充市最后至重庆市合川区、北碚区接入重庆枢纽。

## 沿线设站
正线：兰州、兰州东、夏官营、新窑坡、杨家川、渭源、岷县、哈达铺、临江铺、雅园、陇南西、陇南、桔柑、枫相院、姚渡、羊木、广元、太公、苍溪、阆中、南部、龙桂、南充北、李渡、武胜、渭沱、合川、重庆北（重庆西）
南高支线：南充东、岳池、广安南、高兴

## 历史
- 2008年8月1日：兰渝铁路西秦岭隧道作为全线的先行工程完成招标并开工，标志着兰渝铁路的动工兴建[7]。
- 2014年
  - 7月19日：兰渝铁路关键工程西秦岭隧道全线贯通[8]。
  - 8月8日：南充东至高兴支线开通运营，初期开行成都东至广安南的动车2对[9][10]。
- 2015年
  - 1月1日：兰渝铁路重庆北至渭沱段开通运营，遂渝铁路的动车组列车在这一段改走兰渝铁路[11]。
  - 12月26日，兰渝铁路重庆北至广元段开通运营，初期仅开行普速列车[12]。
- 2016年
  - 5月15日，兰渝铁路重庆北至广元段首开动车组列车，最快的D5131次由重庆北到广元站总共3小时06分，中途停南充、阆中等六站，最高时速可达200km/h[13]。
  - 6月28日，兰渝铁路兰州东至夏官营段开通，进入兰州站的陇海线客车也改经兰渝线兰夏段[14]。
  - 12月26日，兰渝线广元至岷县段开通[15]。
- 2017年
  - 6月19日，全长13.61公里的胡麻岭隧道贯通，兰渝铁路全线贯通。[16]
  - 9月29日，兰渝铁路岷县至夏官营段开通，自此兰渝铁路全线开通[17]，10月12日調整列車運行圖，新疆去往成都、重庆的行車時間缩短10小时左右。[18]
  - 12月：年底调图，随着西成高速铁路通车，西安北至重庆北开行数对经西成高铁、兰渝铁路运行的动车组列车。兰渝铁路重庆北至广元段动车组运行最短时间为2小时39分（D1969次重庆北09:05发，11:44到广元，经停南充北、南部站）[19]。
- 2018年4月13日，兰渝铁路进行动车组列车全线拉通试验，由动车组检查试验车担当。这也是动车组列车首次亮相兰渝铁路[20][21]。
- 2019年1月8日，兰渝铁路全线开行动车组列车，由复兴号CR200J型电力动车组列车担当兰州（西）至重庆北2对、兰州（西）至陇南3对。由兰州站至重庆北站的最快运行时间缩短至6小时59分。2019年4月10日调图，D754次运行时长再次缩短至6小时40分（D754次09:11兰州发，15:51重庆北到），D753次重庆北到兰州6小时48分[22]。
- 2021年7月11日，国铁集团执行以2021年6月25日全国调图为基础的补充调图。本次补充调图重新对动车组进行定义，同时从本次调图开始，严格执行“动货分离”的要求。根据此要求，包含兰渝铁路在内的多条既有线不再开行或减少开行动车组列车。本次调图后，西安北至重庆西（重庆北）经西成高铁、兰渝铁路运行的动车组列仅剩6对，随后于2022年6月27日起再停运一对，现时仅剩5对。